# Zimowy Olimpijski Festiwal Młodzieży Europy 1999
IV Zimowy Olimpijski Festiwal Młodzieży Europy 1999 – czwarta zimowa edycja olimpijskiego festiwalu młodzieży Europy, odbywająca się w dniach 6–12 marca 1999 r. w słowackim mieście Poprad. W zawodach wzięło udział 819 uczestników z 40 państw.

## Konkurencje
- biathlon (wyniki)
- biegi narciarskie (wyniki)
- hokej na lodzie (wyniki)
- łyżwiarstwo figurowe (wyniki)
- narciarstwo alpejskie (wyniki)
- short track (wyniki)
- skoki narciarskie (wyniki)

## Wyniki

### Biathlon
| Konkurencja                          | Złoto              | Srebro                | Brąz                  |
| ------------------------------------ | ------------------ | --------------------- | --------------------- |
| sprint (6 km) dziewcząt              | Julija Makarowa    | Tora Berger           | Jekatierina Utoczkina |
| bieg indywidualny (7,5 km) dziewcząt | Julija Makarowa    | Jekatierina Utoczkina | Alexandra Rusu        |
| sprint (7,5 km) chłopców             | Aleksiej Konczin   | Witalij Czernyszow    | Bartłomiej Ponikwia   |
| bieg indywidualny (10 km) chłopców   | Witalij Czernyszow | Aleksiej Konczin      | Kent Guttormsen       |
| sztafeta mieszana                    | Słowacja           | Rosja                 | Norwegia              |

### Biegi narciarskie
| Konkurencja                        | Złoto               | Srebro             | Brąz                |
| ---------------------------------- | ------------------- | ------------------ | ------------------- |
| 7,5 km stylem klasycznym dziewcząt | Carin Holmberg      | Anastasija Kazakuł | Jewgienija Krawcowa |
| 7,5 stylem dowolnym dziewcząt      | Jewgienija Krawcowa | Riikka Sarasoja    | Ursina Badilatti    |
| 10 km stylem klasycznym chłopców   | Kristian Horntvedt  | Nikołaj Pankratow  | Václav Švub         |
| 10 km stylem dowolnym chłopców     | Oleg Miłowanow      | Alessandro Zenoni  | Nejc Brodar         |
| sztafeta mieszana                  | Rosja               | Norwegia           | Finlandia           |

### Hokej na lodzie
| Złoto     | Srebro  | Brąz   |
| --------- | ------- | ------ |
| Finlandia | Szwecja | Czechy |

### Łyżwiarstwo figurowe
| Konkurencja   | Złoto                                   | Srebro                                   | Brąz                              |
| ------------- | --------------------------------------- | ---------------------------------------- | --------------------------------- |
| soliści       | Stanisław Timczenko                     | Stéphane Lambiel                         | Alan Street                       |
| solistki      | Tamara Dorofejev                        | Sarah Meier                              | Swietłana Czernyszewa             |
| pary sportowe | Anastasija Litwinienko i Maksim Bołotin | Wiktorija Połzykina i Ołeksandr Szakałow | Myriem Trividic i Aurélien Geraud |

### Narciarstwo alpejskie
| Konkurencja           | Złoto                 | Srebro            | Brąz                |
| --------------------- | --------------------- | ----------------- | ------------------- |
| slalom dziewcząt      | Sandrine Aubert       | Astrid Vierthaler | Marion Rolland      |
| gigant dziewcząt      | Jaana-Maarit Välimäki | Marion Rolland    | Chemmy Alcott       |
| supergigant dziewcząt | Marion Rolland        | Chemmy Alcott     | Sabrina Raich       |
| slalom chłopców       | Peter Fill            | Loïc Paquotte     | Jouni Kaitala       |
| gigant chłopców       | Peter Fill            | Robi Perren       | Mario Scheiber      |
| supergigant chłopców  | Werner Heel           | Mario Scheiber    | Philipp Schörghofer |

### Short track
| Konkurencja       | Złoto             | Srebro            | Brąz              |
| ----------------- | ----------------- | ----------------- | ----------------- |
| 500 m dziewcząt   | Stéphanie Bouvier | Liesbeth Mau Asam | Christine Priebst |
| 1000 m dziewcząt  | Christine Priebst | Stéphanie Bouvier | Veronika Windisch |
| 500 m chłopców    | Andreé Hartwig    | Cees Juffermans   | Marco Mattia      |
| 1000 m chłopców   | Cees Juffermans   | Christian Lukas   | Ward Janssens     |
| sztafeta mieszana | Holandia          | Francja           | Belgia            |

### Skoki narciarskie
| Konkurencja            | Złoto                | Srebro        | Brąz           |
| ---------------------- | -------------------- | ------------- | -------------- |
| chłopcy K-90           | Veli-Matti Lindström | Stefan Kaiser | Akseli Lajunen |
| chłopcy K-90 drużynowo | Austria              | Finlandia     | Słowenia       |

## Klasyfikacja medalowa
| Lp.   | Państwo         |    |    |    | Razem |
| ----- | --------------- | -- | -- | -- | ----- |
| 1.    | Rosja           | 9  | 6  | 3  | 18    |
| 2.    | Francja         | 3  | 4  | 2  | 9     |
| 3.    | Finlandia       | 3  | 2  | 3  | 8     |
| 4.    | Włochy          | 3  | 1  | 1  | 5     |
| 5.    | Holandia        | 2  | 2  | 0  | 4     |
| 6.    | Niemcy          | 2  | 0  | 1  | 3     |
| 7.    | Austria         | 1  | 4  | 4  | 9     |
| 8.    | Norwegia        | 1  | 2  | 2  | 5     |
| 9.    | Szwecja         | 1  | 1  | 0  | 2     |
| 10.   | Słowacja        | 1  | 0  | 0  | 1     |
| 10.   | Węgry           | 1  | 0  | 0  | 1     |
| 12.   | Szwajcaria      | 0  | 3  | 1  | 4     |
| 13.   | Wielka Brytania | 0  | 1  | 2  | 3     |
| 14.   | Belgia          | 0  | 1  | 1  | 2     |
| 15.   | Ukraina         | 0  | 1  | 0  | 1     |
| 16.   | Czechy          | 0  | 0  | 2  | 2     |
| 16.   | Słowenia        | 0  | 0  | 2  | 2     |
| 18.   | Polska          | 0  | 0  | 1  | 1     |
| 18.   | Rumunia         | 0  | 0  | 1  | 1     |
| Total | Total           | 27 | 27 | 27 | 81    |